# Indicatif régional 276

Carte de la Virginie avec les territoires de ses indicatifs régionaux. L'indicatif régional 276 se trouve au sud-ouest de l'État.

L'indicatif régional 276 est l'un des indicatifs téléphoniques régionaux de l'État de  Virginie aux États-Unis. Cet indicatif dessert le sud-ouest de l'État.
L'indicatif régional 276 fait partie du plan de numérotation nord-américain.

## Principales villes desservies par l'indicatif
- Bristol
- Galax
- Martinsville
- Norton

## Comtés desservis par l'indicatif
- Bland
- Buchanan
- Carroll
- Dickenson
- Grayson
- Henry
- Lee
- Patrick
- Russell
- Scott
- Smyth
- Tazewell
- Washington
- Wise
- Wythe

## Source
- (en) Cet article est partiellement ou en totalité issu de l’article de Wikipédia en anglais intitulé « Area code 276 » (voir la liste des auteurs).